# Старнін
Старнін (пол. Starnin, нім. Sternin) — село в Польщі, у гміні Римань Колобжезького повіту Західнопоморського воєводства.
Населення — 229 осіб (2011).

## Демографія
Демографічна структура станом на 31 березня 2011 року:
|          | Загалом | Допрацездатний вік | Працездатний вік | Постпрацездатний вік |
| -------- | ------- | ------------------ | ---------------- | -------------------- |
| Чоловіки | 129     | 29                 | 89               | 11                   |
| Жінки    | 100     | 19                 | 59               | 22                   |
| Разом    | 229     | 48                 | 148              | 33                   |